# Giru Marcelli
Giru Marcelli (łac. Diocesis de Giru Marcelli) – stolica historycznej diecezji w Cesarstwie rzymskim w prowincji Numidia zlikwidowana w VII w. podczas ekspansji islamskiej, współcześnie w północnej Algierii. Obecnie katolickie biskupstwo tytularne. 

## Biskupi tytularni
| Lp. | Biskup                | Funkcja                                  | Od                   | Do                  |
| --- | --------------------- | ---------------------------------------- | -------------------- | ------------------- |
| 1   | Antoine-Hubert Grauls | emerytowany arcybiskup Gitega (Burundi)  | 16 października 1967 | 26 lipca 1986       |
| 2   | Mihály Mayer          | biskup pomocniczy Pecz (Węgry)           | 23 grudnia 1988      | 3 listopada 1989    |
| 3   | Vital Massé           | biskup pomocniczy Saint-Jérôme (Kanada)  | 20 października 1993 | 8 września 2001     |
| 4   | David Zywiec          | biskup pomocniczy Bluefields (Nikaragua) | 24 czerwca 2002      | 30 listopada 2017   |
| 5   | Robert Christian      | biskup pomocniczy San Francisco (USA)    | 28 marca 2018        | 11 lipca 2019       |
| 6   | Mykola Petro Łuczok   | biskup pomocniczy Mukaczewa (Ukraina)    | 11 listopada 2019    | 7 października 2023 |